# Diapolia magna
Diapolia magna är en fjärilsart som beskrevs av John Henry Leech 1900. Diapolia magna ingår i släktet Diapolia och familjen nattflyn. Inga underarter finns listade i Catalogue of Life.